# Медведка (Сєверний район)
Медве́дка (рос. Медведка) — селище у складі Сєверного району Оренбурзької області, Росія.

## Населення
Населення — 4 особи (2010; 22 у 2002).
Національний склад (станом на 2002 рік):
- росіяни — 95 %